# 香肠事件

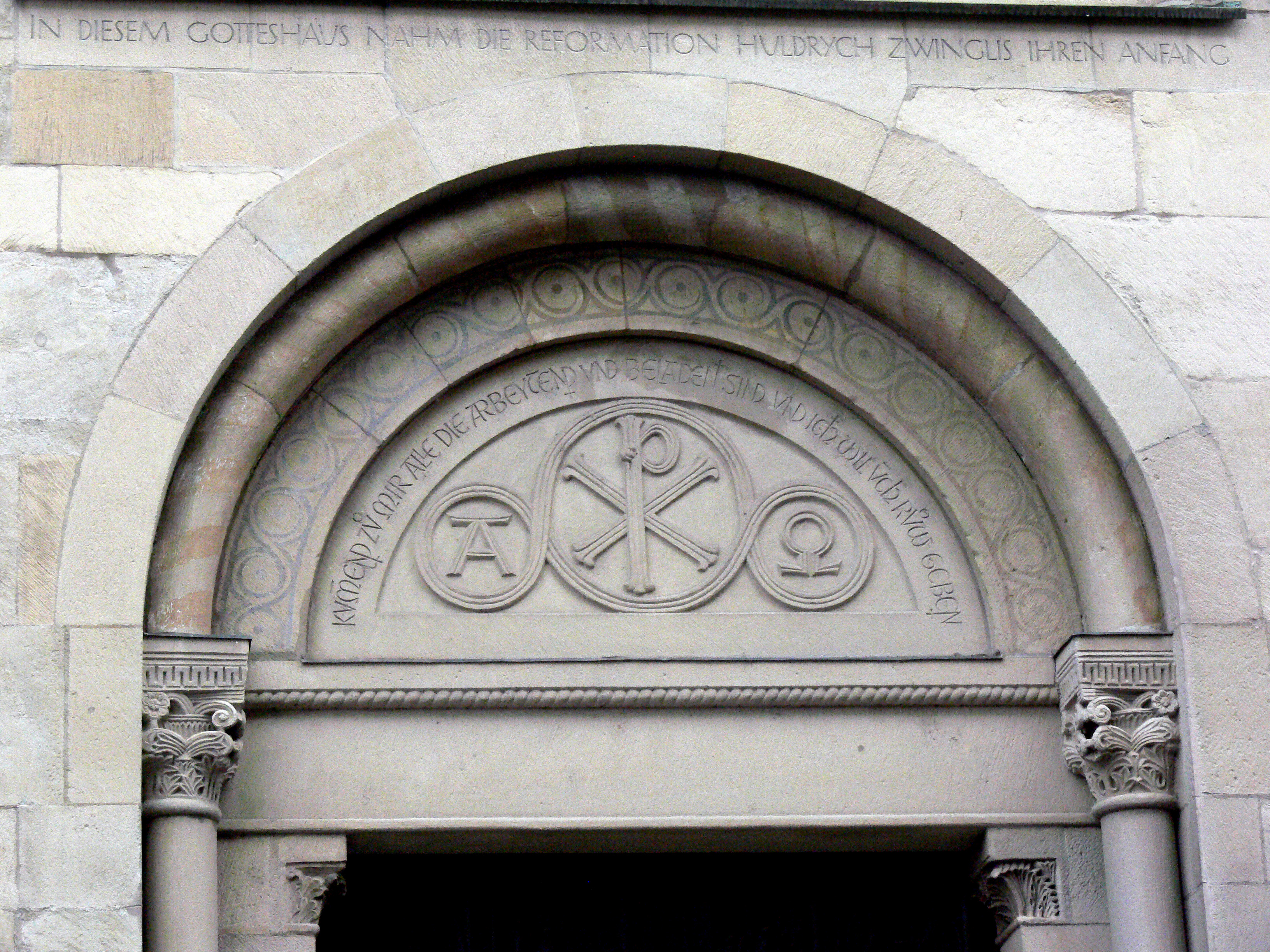
苏黎世大教堂入口顶部的浮雕，上书：“在这间教堂里，开始了慈运理的改教运动。”

香腸事件（Affair of the Sausages）（1522年）是引發蘇黎世宗教改革的事件。瑞士蘇黎世大教堂的牧師慈運理公開宣講，支持在大齋期間食用香腸，從而引領了這個事件。慈運理在名爲《論食物的選擇與自由》（Von Erkiesen und Freiheit der Speisen）的講道中爲這一行動作出辯護，基於馬丁·路德的“唯獨聖經”教義，他主張“基督徒有是否禁食的自由，因爲聖經並未禁止在齋期吃肉。”

## 歷史

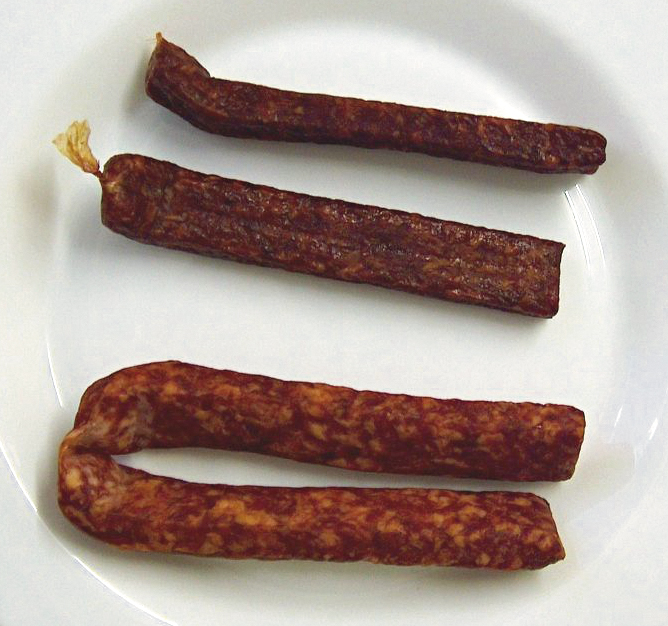
燻肉腸

慈運理是蘇黎世的一位牧師，他畢生致力於馬丁·路德的宗教改革思想。他同瑞士國教機構的首次分歧發生在1522年大齋期間，當時由該市印刷商克里斯托夫·弗羅紹爾家吃香腸時他也在場。
根據威廉·罗斯科·埃斯泰普（William Roscoe Estep），慈運理早在事件發生前就已持守自己的信念。1522年3月，他被邀請參加弗羅紹爾組織的香腸晚餐，受弗羅紹爾招待的不但有他手下的工人，也有不少要人與神職人員。他後來宣稱，自己的工人因印製《保羅書信》而筋疲力盡。因爲大齋期間禁止吃肉，這一事件造成公開的抗議，導致弗羅紹爾被逮捕。
里歐·尤德（Leo Jud）、克劳斯·霍廷格（Klaus Hottinger）和洛伦茨·霍赫呂蒂內（Lorenz Hochrütiner）等人都參與了這個有計劃的挑釁行動，他們後來因瑞士宗教改革而声名狼藉。弗羅紹爾自己從1525年起印刷蘇黎世版聖經。
这顿饭包括瑞士狂欢节油炸甜脆饼（Fasnachtskiechli）和一些片存放了一年多的酸味硬燻腸。雖然慈運理本人沒有吃香腸，但他立刻爲針對弗羅紹爾的異端指控進行辯護。在名爲《論食物的選擇與自由》的講道中，慈運理主張禁食應完全出於自願，而非強制。根據邁克爾·里维斯（Michael Reeves），慈運理在提出改教立場，即大齋該由個人決定，而非像當時天主教會所規定的那樣作爲教會紀律。
不久後，巴塞爾也出現了出於同樣目的，但更加豪華的燒乳豬大餐。
不過，蘇黎世的香腸事件被視爲對基督徒禁食自由的表達，對瑞士而言，其重要性相當似於馬丁·路德的《九十五條論綱》對德意志宗教改革的意義。

## 影響
在聽說這一控訴後，康斯坦茨主教胡戈·馮·霍亨兰登贝格（Hugo von Hohenlandenberg）因慈運理的講道深感震驚，於是呼籲發佈命令禁止在瑞士宣講任何宗教改革的教義。然而損害已經造成，慈運理後來成爲瑞士新教一位極其受歡迎、受尊重的人物。慈運理曾感染黑死病，恢復健康後，他起草了一份《六十七條論綱》（類似馬丁·路德的《九十五條論綱》），譴責了多條天主教會存在已久的信條。

## 文化
該事件成爲2016年愛德華·拉殊顿（Edward Rushton）的康塔塔《Geist und Wurst》的主題。

## 参看
- Reformation in Zürich（英语：Reformation in Zürich）

- Theology of Huldrych Zwingli（英语：Theology of Huldrych Zwingli）
- Klaus Hottinger